# Ciro Basadonna
 (novembre 2007).
Si vous disposez d'ouvrages ou d'articles de référence ou si vous connaissez des sites web de qualité traitant du thème abordé ici, merci de compléter l'article en donnant les références utiles à sa vérifiabilité et en les liant à la section « Notes et références ».
Ciro Basadonna, né en 1906 à Turin, décédé le 7 octobre 2009, était un pilote de course automobile italien, dont les principales performances furent les victoires de 1954 au Rallye automobile Monte-Carlo avec Louis Chiron et de 1958 au Rallye Acropolis (avec Luigi Villoresi), deux résultats obtenus au volant d'une Lancia Aurelia GT.

## Biographie
Ciro Basadonna a grandi à Turin, mais s'est déplacé à Genève après la première Guerre mondiale, car un de ses oncles y était représentant de Fiat. Son père, chimiste, était mort à la guerre.
Il commence la course automobile en 1928, avec une licence suisse. Entre-temps, il avait abandonné le travail de gestion des ventes aux côtés de son oncle et s'était mis à son compte.
Ami de Dusio, il se fait employer par l'entreprise de textile de ce dernier quand son travail devient moins rentable, et cela l'envoie en Argentine jusqu'à la déclaration de guerre.
En 1937, Basadonna fonde l'écurie Helvetia avec Quadri, Hug et Emmanuel de Graffenried, mais ses difficultés financières l'empèchent de courir souvent avec la Maserati 4CM qui reste dans les entrepôts de Dusio pendant que Basadonna demeure en Argentine. Pendant la seconde Guerre mondiale il travaille en Suisse pour Dusio et peut fonder, à la fin de la guerre, l'écurie Auto-Sport. Il récupère sa Maserati 4CM, c/n 1526.
En récompense de son travail en Argentine, Dusio lui offre une Maserati 6CM(rachetée à l'ex-Scuderia Torino), avec un châssis 1542. Le budget n'est pas suffisant pour l'entretenir.
Basadonna achète alors une Maserati 4CL, 1573 à la Scuderia Milan et s'engage dans le projet Cisitalia « cruise » au début de 1947, abandonnant la course pour quelques années. Il se contente de vendre des voitures à Genève, important des Maserati, des Alfa, des Cisitalia et des Lancia.
Il fait souvent l'intermédiaire entre les organisateurs, les écuries et les pilotes ; il est le représentant officiel de Penya Rhin de 1948 à 1954.

## Anecdotes
- En 1937 Piero Dusio et Ciro Basadonna ont conduit une Fiat Topolino, création de l'année précédente, en catégorie sport dans les Mille Miglia (le moteur de leur modèle avait été gonflé : 749 cm3 et culasse Siata).
- L'une de ses voitures, une Maserati A6 G - 1500, un modèle rare, a été achetée en novembre 1951 par Eva Perón.

## Palmarès
- Second au VIIIe Grand Prix de Penya Rhin (27 octobre 1946 - Pedralbes), sur Formule 1
- Vainqueur en 1954 avec Louis Chiron du Rallye automobile Monte-Carlo (Aurelia GT 2.5)
- Vainqueur en 1958 avec Luigi Villoresi au Rallye Acropolis (Aurelia GT 2.5)